# Åstol
Åstol è un'isola situata nell'arcipelago sulla costa ovest svedese. Fa parte del comune di Tjörn che comprende un centinaio di isole. È accessibile solo in barca o col traghetto che parte da Rönnängs brygga e fa tappa a Dyrön, Åstol e Tjörnekalv.
La popolazione diminuisce costantemente dal 1960 ed è arrivata nel 2010 a 210 abitanti.
Originariamente la maggiore attività svoltasi sull'isola era la pesca oggi l'isola è rinomata per il suo ristorante "Åstols Rökeri" che serve specialità locali (maggiormente pesce). Il turismo durante la stagione estiva è diventato l'attività più importante.